# 핑강
핑강(태국어: แม่น้ำปิง)은 난강과 더불어 짜오프라야강의 2개의 주요 지류이다. 태국 치앙마이주의 치앙다오군에서 발원한다. 치앙마이를 통과한 후에 람푼주, 딱주, 깜팽펫주를 흐른다. 나콘사완에서 난강과 합류해 짜오프라야강을 형성한다.

## 지류
핑강의 주요 지류로 왕강이 있다.

## 핑 분지
핑 분지는 짜오프라야강 수계의 가장 큰 분지의 하나로 유역 면적은 33,896km2이다. 대 핑 분지는 지류인 왕강 유역을 포함한 핑강 수계 전체의 분지로 유역 면적은 44,688km2이다.

## 국립 공원
핑강은 매핑 국립공원을 통과한다.